# Лісові пожежі в Греції (2010)
Лісові пожежі в Греції 2010 року охопили різні регіони країни. Вогнем було випалено до тисячі га, людських жертв не зафіксовано.

## Хронологія подій
Перша пожежа виникла 2 червня в номі Коринфія, поблизу місцевості Кіра-Врісі в муніципалітеті Лутракі. Задля гасіння пожежі викликали протипожежні сили з Коринфа, Кіато, Нафпліона і Аргоса, а також два літаки Canadair. Друга пожежа виникла о 13:20 того ж дня в сільськогосподарському районі поблизу села Ексамілія, розповсюдження вогню швидко взяли під контроль.
17 липня 2010 року пожежі спалахнули у північно-східній Аттиці, Аркадії та Закінфі. Вогонь швидко розповсюдився завдяки сильним вітрам і спекотній погоді. По обіді виникли осередки пожеж на Саламіні та поблизу Мегари. Вогнем випалено близько 800 гектарів. Прокуратура розпочала розслідування причин виникнення пожеж, оскільки існувала підозра про можливий умисний підпал. 19 липня одразу сім осередків пожеж виникли в передмісті Афін.
22 липня 2010 року виникли три нові осередки пожеж в префектурі Беотія, Аркадія та на півдні острова Евбея. Відповідно до карт, оприлюднених Генеральним секретаріатом цивільної оборони, існував високий ризик виникнення нових пожеж в Аттиці, на острові Крит та супутніх островах, а також Лесбосі, Самосі, Хіосі.
24 липня 2010 року вогонь спалахнув близько полудня в сільському господарстві області у Героліменас, в номі Лаконія, і швидко роздмухувався сильними вітрами. Вогонь вдалось стримати до вечора. Вночі 25 липня 2010 року пожежа спалахнула близько 3 години ночі в районі Кастриці, на північний захід міста Патри, в номі Ахая. Із вогнем боровся загін із 40 пожежників, 14 одиниць техніки, 5 літаків та 1 гелікоптер. 25 липня пожежа спалахнула в районі Хандра в муніципалітеті Лефкі, поблизу Сітії на острові Крит. Цього дня вдалось локалізувати два осередки пожеж поблизу Патр.
Вночі 29 липня одразу кілька осередків пожежі виникли на острові Самос, вогонь швидко розповсюджувався через потужний вітер. Пожежа тривала вночі 30 липня. Було задіяно літаки, 6 гелікоптерів. Можливо, вдасться загасити пожежу до обіду п'ятниці.
31 липня дві пожежі виникли поблизу Кастриці та Платані в номі Ахая, північний Пелопоннес. Із вогнем боролись 8 літаків, проте в районі Платані його не вдалось зупинити навіть до понеділка 2 серпня. 2 серпня чергова пожежа спалахнула на острові Самос. Кілька готелів евакуювали у безпечні райони. З вогнем боролись 26 пожежних на 13 машинах, 50 добровольців на 25 машинах, а також 40 осіб з допоміжних загонів. У гасінні пожежі брали участь 6 літаків і вертольотів 5. Надвечір вогонь вдалось взяти під контроль.
7 серпня 2010 року пожежа спалахнула у поблизу села Граммені в муніципалітеті Макрокомі, за 20 км на захід від Ламії. Вогонь швидко розповсюджувався одночасно в 3 напрямках. 9 серпня 2010 року пожежа виникла поблизу давньої Олімпії, її гасили 25 літаків, гелікопетр та команда рятувальників з 9 осіб.
14 серпня 2010 року пожежа виникла в Ая-Моні на острові Кітіра, пожежники бороллись зі стихією до ранку 16 числа. Інша пожежа спалахнула поблизу Ієрапетри, острів Крит. 15 серпня осередок пожеж виник у Варі, південно-східному передмісті Афін. Друга пожежа виникла в Темеліо на північному заході ному Теспротія. Третя пожежа цього дня виникла поблизу Пеанії в Аттиці. 16 серпня пожежа виникла на кікладському острові Кіфнос.
22 серпня пожежа виникла поблизу міста Карістос на острові Евбея, за 60 км від Афін. 
23 серпня 2010 року на острові Крит в префектурі Ретимно спалахнули кілька пожеж. Вони швидко розповсюджувались через сильні вітри, які сягнули 11 балів за шкалою Бофорта.
1 вересня пожежа виникла на острові Закінф в Іонічному морі і районі Ая-Марина. Під час пожежі вигоріла площа в 75 акрів (303 514,5 м²).
18 вересня пожежа охопила ліси гірської вершини Велес поблизу селищ Платанакіа та Лівадія в номі Серрес. Із пожежею боролись загони із Серресу, Сідірокастро та навіть Салонік.